# Aurélien Mazel
Pour les articles homonymes, voir Mazel.
Aurélien Mazel, né le 24 novembre 1982 à Toulouse, est un footballeur français évoluant au poste de défenseur, retraité depuis 2015.

## Biographie
Il participe à l'ouverture du centre de pré-formation à Castelmaurou en faisant partie de sa première promotion.
Il intègre ensuite le centre de formation du Toulouse Football Club où il effectue toutes ses classes de -13 ans jusqu'en CFA.
Durant l'année 2001, il commence à s'entraîner avec les pros sous la houlette de Robert Nouzaret.
À la suite de la double rétrogradation du club, il fait partie intégrante du groupe professionnel. Il connait la joie des montées successives de National à la L2 et de la L2 à L1 en finissant champion de France de L2 (il joue 34 matchs en National et 35 matchs en Ligue  2). 
Il effectue une saison en Ligue  1 (4 matchs et 18 fois remplaçant) avec le TFC avant de rejoindre Châteauroux (10 matchs et 1 match de coupe d'Europe UEFA).
Il connaît ensuite l'étranger en évoluant au KV Ostende (L2 belge) avec un bilan de 28 matchs.
Durant la saison 2007/2008, il joue 29 matchs sous les couleurs de l'AS Cannes (en National).
Il évolue depuis la saison 2008/2009 à l'US Colomiers qui joue dans le groupe C du Championnat de France amateur.

## Palmarès
- Championnat de France de Ligue  2 :
  - Champion en 2003 avec le Toulouse FC

## Statistiques
- 2001-2002 :  Toulouse FC (National), 35 matchs
- 2002-2003 :  Toulouse FC (Ligue 2), 35 matchs
- 2003-2004 :  Toulouse FC (Ligue 1), 4 matchs
- 2004-2006 :  LB Châteauroux (Ligue 2), 9 matchs
- 2006-2007 :  KV Ostende (Ligue 2 belge), 28 matchs, 2 buts
- 2007-2008 :  AS Cannes (National), 29 matchs
- Depuis 2008 :  US Colomiers (CFA, puis National), 168 matchs, 6 buts

Stats arrêtées au 15 décembre 2014